# النادي الرياضي الهلالي
النادي الرياضي الهلالي هو النادي التونسي لكرة القدم أسس في سنة 1946 ومقره مدينة قصر هلال.